# Abdelkader Laïfaoui
Abdelkader Laïfaoui (Hussein Dey, 9 luglio 1981) è un ex calciatore algerino, di ruolo difensore.

## Caratteristiche tecniche
Difensore centrale, può giocare anche da terzino destro.